# 桂花桥镇
桂花桥镇，是中华人民共和国四川省乐山市峨眉山市下辖的一个乡镇级行政单位。

## 行政区划
桂花桥镇下辖以下地区：
明园社区、友谊社区、新复村、新联村、红山村、庙稿村、红旗村、前进村、前锋村、优胜村、棬鱼村、幸福村、燕岗村、友爱村、灯塔村、团结村、拆楼村、五爱村、红光村、蔡村和彭桥村。